# Telen Glacier
Telen Glacier är en glaciär i Antarktis. Den ligger i Östantarktis. Norge gör anspråk på området. Telen Glacier ligger 5 meter över havet.
Terrängen runt Telen Glacier är platt västerut, men åt sydost är den kuperad. Havet är nära Telen Glacier åt nordväst. Trakten är obefolkad. Det finns inga samhällen i närheten. 